# Blepharita moesta
Blepharita moesta là một loài bướm đêm trong họ Noctuidae.